# 大藍子魚
大藍子魚（学名：Siganus magnificus）為輻鰭魚綱鱸形目刺尾魚亞目藍子魚科的其中一種，1977 年，美國魚類學家Warren E. Burgess首次正式描述為Lo magnificus，模式產地為泰國安達曼海的普吉島，分布於東印度洋區，包括安達曼群島、泰國、印度、印尼等海域，並引進地中海，棲息深度3-30公尺，本魚體呈橢圓形且側扁，眼睛的條紋深褐色到黑色，一個寬的白色弧從峽部與第二個的基底的胸延續至第4個背棘，身體褐色或灰色後面背面，腹面略白，胸鰭、臀鰭和尾鰭有亮黃色邊緣，而背鰭的軟鰭部分有淡紅色邊緣，棘矮胖，不是很尖銳而有毒，背鰭硬棘13枚，背鰭軟條10枚，臀鰭硬棘7枚，臀鰭軟條9枚，脊椎骨23個，體長可達24公分，壽命約12年，棲息在珊瑚礁海域，成魚成對活動，以藻類和小型無脊椎動物為食，可做為觀賞魚。
其种加词“Magnificus ”意为“极好的”、“华丽的”。